# Michael Ian Black
Michael Ian Black, nascido  Michael Ian Schwartz (Chicago, 12 de agosto de 1971) é um comediante, escritor, cineasta, roteirista e ator estadunidense. Ele estrelou várias séries de televisão, incluindo The State, Viva Variety, Stella, Wet Hot American Summer: First Day of Camp, Michael & Michael Have Issues, e Another Period. Ele também apareceu no Celebrity Poker Showdown várias vezes como entusiasta do poker. 
Ele lançou seu primeiro livro infantil, Chicken Cheeks, em 2009 e, desde então, lançou mais seis, além de quatro livros para adultos.
Seu nome de nascimento, Schwartz, deriva da palavra alemã schwarz, que significa preto. Ele mudou seu nome para Michael Ian Black para evitar confusão com o ator Mike Schwartz. Seus pais são judeus, enquanto Black considera-se ateu.
Black também dirigiu e roteirizou a comédia Wedding Daze, estrelada por Jason Biggs, Joe Pantoliano e Isla Fisher em 2006.